# Molossus rufus
Molossus rufus (молос чорний) — вид кажанів родини молосових.

## Поширення
Країни проживання: Аргентина, Беліз, Бразилія, Колумбія, Коста-Рика, Еквадор, Сальвадор, Французька Гвіана, Гватемала, Гаяна, Гондурас, Мексика, Нікарагуа, Панама, Парагвай, Перу, Тринідад і Тобаго, Уругвай. Знайдений в тропічних лісах листяних, вічнозелених лісах, чагарниках, дубових лісах і вторинній рослинності.

## Стиль життя
Харчується комахами, головним чином, молями, жуками і літаючими мурахами. Лаштує сідала в дуплах дерев, скелях і покинутих будівлях, але завжди у вологому і теплому місці. Колонії великі, навіть сотні особин, які можуть перебувати в замкнутому просторі. Починає свою діяльність незабаром після настання темряви. У них є два піки активності, перший триває близько години, а другий менш інтенсивний і закінчується незадовго до світанку.

## Морфологія

### Морфометрія
Довжина голови й тіла: 71—95, довжина хвоста: 37—48, довжина задньої ступні: 12—15, довжина вух: 15—17, довжина передпліч: 45—53 мм. Вага 25—38 грамів.

### Опис
Кажан середнього розміру, але найбільший у роді. Морда широка і довга, з великим і округлим підборіддям. Губи не мають глибоких вертикальних зморщок. Ніздрі прості. Вуха короткі, округлі зверху й не з'єднані. Коли вуха складаються вперед, досягають половині відстані між очима і носом. Хутро коротке й оксамитове і поширюється на руки та ноги. Верх від червонувато-коричневого до чорно-коричневого кольору, з короткими волосками в центрі спини, менше 2,5 мм. Черевна область схожа на спинну, але без матового прояву. Хутро на горлі може бути світлішим, ніж інша частина черевної області. Хвостові та крилові мембрани чорні. Хвіст зазвичай від 50 до 60 % довжини тіла і голови. На горлі є кругла залоза в обох статей. Зубна формула: I 1/1, C 1/1, P 1/2, M 3/3 в цілому 26 зубів.